# Suicidio altruista
El suicidio altruista o benévolo es el sacrificio de la propia vida para salvar o beneficiar a otros, por el bien del grupo, o para preservar las tradiciones y el honor de una sociedad. Siempre es consciente e intencionado.
Conocido como agathusia (en griego, agathós + thysía, ἀγαθός + θυσία, "sacrificio noble"), se refiere al autosacrificio de la propia vida en aras del bien común. Tal sacrificio puede ser por el bien de ejecutar una acción en particular, o por mantener un equilibrio natural en la sociedad. 
Es un tema encontrado en historias de ciencia ficción pero se han registrado ejemplos reales de estas costumbres entre algunos pueblos indígenas, como en ciertas tribus inuit. Esto fue visto por Émile Durkheim en su estudio El suicidio como el producto de la sobreintegración con la sociedad.

## Rituales
Si una persona termina su vida voluntariamente, no se la considera una muerte trágica.
Émile Durkheim señala que en algunas culturas existe el deber de realizar un suicidio ritual intencionadamente. Un samurái japonés termina intencionadamente con su vida (seppuku) para reparar una acción deshonrosa por su parte, o en caso de ser superados por el enemigo, para morir de forma honorable y evitar una ejecución o tortura del enemigo.
En la cultura india y japonesa, a veces las viudas participaban en un ritual de fin de vida después de la muerte de un marido, aunque las poblaciones ya occidentalizadas han abandonado esta práctica. Algunos de los miembros más ancianos de ciertas culturas terminan intencionadamente con sus vidas, en lo que se denomina senicidio. En las sociedades de caza-recolección se establecía la muerte para los ancianos normalmente caracterizada por un período preparatorio con ceremonias en las que el anciano era transferido del mundo actual al siguiente. 
Durkheim también observa que es improbable que ocurra un suicidio altruista en la sociedad occidental contemporánea donde "la personalidad individual se libra cada vez más de la personalidad colectiva".  El suicidio altruista puede describirse también como una estrategia evolutivamente estable.
En India, el suicidio altruista tiene una larga historia, apareciendo ya en los Dharma śāstra. Algunas personas perciben también la inmolación como un suicidio altruista o "digno".

## Emergencias
Un ejemplo de acto de heroísmo con suicidio es caer sobre una granada para evitar que su onda se expanda. En la sociedad occidental contemporánea, cuando se trata de una emergencia de este tipo no se habla de suicidio sino de heroísmo: siempre es alabado y se percibe como una muerte trágica.
Permanecer en la cubierta de un barco que se hunde para dejar espacio en las balsas salvavidas (para mujeres y niños) o poner fin a la vida para preservar los recursos de un grupo (combustible, alimentos, oxígeno...) frente a la privación son también ejemplos de actos suicidas de heroísmo. Bomberos, personas encargadas de hacer cumplir la ley, agentes encubiertos, marineros y soldados corren el riesgo de encontrar oportunidades para esta forma de autosacrificio no planeado. 
Todo esto es el resultado de emergencias trágicas y potencialmente mortales. Es solo una medida de emergencia, un final voluntario pero no intencionado para la vida de la persona. Nunca es como resultado de una acción planificada, pero puede implicar cierta planificación.